# زاون هاروتیونیان
زاون مارتینی هاروتیونیان (ارمنی: Զավեն Մարտինի Հարությունյան؛ زادهٔ ۱۶ ژوئن ۱۹۵۷) یک سیاستمدار اهل ارمنستان است که از تاریخ ۱۹۹۵ تا تاریخ ۱۹۹۹ سمت نمایندگی دوره اول مجلس ملی جمهوری ارمنستان را برعهده داشت.

## زندگی‌نامه
در ۱۶ ژوئن ۱۹۵۷ در ایروان به دنیا آمد و از دانشگاه ملی پلی‌تکنیک ارمنستان فارغ‌التحصیل شد. 